# Небойша Крупникович
Небойша Крупникович (серб. Небојша Крупниковић / Nebojša Krupniković, нар. 15 серпня 1973, Арілє) — югославський та сербський футболіст, що грав на позиції півзахисника.

## Ігрова кар'єра
У дорослому футболі розпочав виступати за команду «Црвена Звезда», дебютувавши у сезоні 1991/92 в грі проти «Спартака» (Суботиця), коли він вийшов на заміну замість Ілії Найдоського. Того сезону Небойша зіграв у двох матчах чемпіонату і виграв чемпіонський титул, а у наступному сезоні він зіграв вісім чемпіонських матчів, а також виграв Кубок Югославії 1993 року, але не провів на полі жодної хвилини у тому турнірі. Так і не ставши основним гравцем, в 1993 році його відправили в оренду в «Раднички» (Белград), після чого грав за грецький «Паніоніос», де він був дуже помітним і забив 9 голів у 30 матчах чемпіонату.
1994 року Крупникович повернувся у «Црвену Звезду» і у сезоні 1994/95 він забив аж 23 голи в 30 матчах, на один менше, ніж кращий бомбардир команди Дарко Ковачевич, і зробив вагомий внесок у повернення титулу чемпіона країни, а гол забитий «ножицями» в 99-му вічному дербі проти «Партизана» (2:2) на 16-й хвилині став одним з найкрасивіших і в історії двобою проти «чорно-білих». Він фантастично завершив сезон, адже в останніх трьох турах він забив аж вісім голів, два у ворота «Бечея» (2:2) і по три в іграх проти Рада (8:1) і «Бораца» з Чачака (7:3). Крім того Крупникович того сезону виграв з командою і Кубок Югославії, став найкращим бомбардиром «Звезди» — п'ять голів у дев'яти іграх, один з яких у першому фінальному матчі проти «Обилича» (4:0). Всього у сезоні 1994/95 Крупникович забив 28 голів у 39 іграх у всіх турнірах і разом з Дарко Ковачевичем став найрезультативнішим гравцем команди, яка здобула «золотий дубль».
Після зняття спортивних санкцій «Звезда» як чемпіон країни грала не в Лізі чемпіонів, а в Кубку УЄФА, де на старті програла швейцарському «Ксамаксу» (0:1 і 0:0). Крупникович зіграв в обох матчах, причому в чемпіонаті Югославії 1995/96 з 19 голами в 32 іграх він став найкращим бомбардиром клубу. Небойша знову відзначився у воротах «Партизана» (2:3), а також забив переможний гол із пенальті у воротах «Воєводини» (1:0). Він також дублями відзначився у воротах «Напредека» (3:0), «Пролетера» (5:1) і «Радничок» з Ниша (3:1), втім захистити чемпіонський титул команді не вдалося. Натомість «червоно-білі» знову тріумфували у Кубку, де Крупникович відзначився сімома голами в дев'яти іграх і знову став найкращим бомбардиром команди. Він тричі вразив ворота «Лозниці» (6:1), а також по разу відзначився у фінальних матчах з «Партизаном» (3:0 і 3:1).
Влітку 1996 року Крупникович перейшов за кордон у бельгійський «Стандард» (Льєж), але вже наступної зими він залишив клуб і відправився в Азію, підписавши контракт з японською командою «Гамба Осака». Провівши два сезони на Далекому Сході, Крупникович повернувся до Європи і на початку 1999 року приєднався до французького клубу «Бастія».
У другій половині 1999 року Крупникович грав на батьківщині за ОФК (Белград), а потім приєднався до клубу другого німецького дивізіону «Хемніцер», де провів наступний рік.
Своєю грою за останню команду привернув увагу представників тренерського штабу клубу «Ганновер 96», до складу якого приєднався на початку 2001 року. У сезоні 2001/02 серб забив дев'ять голів у 38 матчах чемпіонату і допоміг клубу вийти до Бундесліги під керівництвом тренера Ральфа Рангніка. Там Небойша провів ще три сезони, забивши 8 голів у вищому німецькому дивізіоні. Всього відіграв за команду з Ганновера чотири з половиною сезони своєї ігрової кар'єри. Більшість часу, проведеного у складі «Ганновера», був основним гравцем команди і провів 127 ігор в яких забив 19 голів.
Влітку 2005 року Крупникович перейшов до «Армінії» (Білефельд), що теж грала у Бундеслізі, оскільки не зміг домовитися про умови нового контракту з «Ганновером». Незважаючи на те, що він підписав дворічний контракт у Білефельді, футболіст зіграв за нову команду лише 8 матчів і забив 3 голи. Тож через півроку він знову відправився до Японії і грав за «ДЖЕФ Юнайтед» у сезоні 2006 року в Джей-лізі.
Завершив ігрову кар'єру у команді «Падерборн 07», за яку виступав протягом 2007—2008 років у другій Бундеслізі. Всього за кар'єру футболіст провів 88 ігор у Бундеслізі (80 за «Ганновер 96», 8 за «Армінію») та забив 21 гол (18 за «Ганновер 96» і 3 за «Армінію»).

## Міжнародна кар'єра
Незважаючи на успіхи на клубному рівні, Крупниковичу не вдалося дебютувати за збірну Сербії та Чорногорії. Лише на юнацькому рівні він провів два матчі за Югославію U-18.

## Статистика
| Клуб                      | Сезон   | Чемпіонат | Чемпіонат | Кубок | Кубок | Кубок ліги | Кубок ліги | Міжнародні | Міжнародні | Всього | Всього |
| Клуб                      | Сезон   | Ігор      | Голів     | Ігор  | Голів | Ігор       | Голів      | Ігор       | Голів      | Ігор   | Голів  |
| ------------------------- | ------- | --------- | --------- | ----- | ----- | ---------- | ---------- | ---------- | ---------- | ------ | ------ |
| Црвена Звезда             | 1991–92 | 2         | 0         | 0     | 0     | —          | —          | 0          | 0          | 2      | 0      |
| Црвена Звезда             | 1992–93 | 8         | 0         | 0     | 0     | —          | —          | —          | —          | 8      | 0      |
| Црвена Звезда             | 1993–94 | 0         | 0         | 0     | 0     | —          | —          | —          | —          | 0      | 0      |
| Црвена Звезда             | 1994–95 | 30        | 24        | 9     | 5     | —          | —          | —          | —          | 39     | 29     |
| Црвена Звезда             | 1995–96 | 32        | 19        | 9     | 7     | —          | —          | 2          | 0          | 43     | 26     |
| Црвена Звезда             | Всього  | 72        | 43        | 18    | 12    | —          | —          | 2          | 0          | 92     | 55     |
| Раднички (Белград)        | 1992–93 | 8         | 0         |       |       | —          | —          | —          | —          | 8      | 0      |
| Паніоніос                 | 1993–94 | 30        | 9         |       |       | —          | —          | —          | —          | 30     | 9      |
| Стандард (Льєж)           | 1996–97 | 15        | 5         |       |       | —          | —          |            |            | 15     | 5      |
| Ґамба Осака               | 1997    | 27        | 9         | 3     | 1     | 6          | 2          | —          | —          | 36     | 12     |
| Ґамба Осака               | 1998    | 13        | 2         | 1     | 0     | 2          | 0          | —          | —          | 16     | 2      |
| Ґамба Осака               | Всього  | 40        | 11        | 4     | 1     | 8          | 2          | —          | —          | 52     | 14     |
| Бастія                    | 1998–99 | 10        | 1         | 0     | 0     | 0          | 0          | —          | —          | 10     | 1      |
| Хемніцер                  | 1999–00 | 26        | 5         | 1     | 0     | —          | —          | —          | —          | 27     | 5      |
| Хемніцер                  | 2000–01 | 12        | 4         | 1     | 0     | —          | —          | —          | —          | 13     | 4      |
| Хемніцер                  | Всього  | 38        | 9         | 2     | 0     | —          | —          | —          | —          | 40     | 9      |
| Ганновер 96               | 2000–01 | 3         | 0         | 0     | 0     | —          | —          | —          | —          | 3      | 0      |
| Ганновер 96               | 2001–02 | 34        | 9         | 3     | 0     | —          | —          | —          | —          | 37     | 9      |
| Ганновер 96               | 2002–03 | 32        | 5         | 2     | 0     | —          | —          | —          | —          | 34     | 5      |
| Ганновер 96               | 2003–04 | 19        | 2         | 2     | 1     | —          | —          | —          | —          | 21     | 3      |
| Ганновер 96               | 2004–05 | 29        | 1         | 3     | 1     | —          | —          | —          | —          | 32     | 2      |
| Ганновер 96               | Всього  | 117       | 17        | 10    | 2     | —          | —          | —          | —          | 127    | 19     |
| Армінія (Білефельд)       | 2005–06 | 8         | 3         | 0     | 0     | —          | —          | —          | —          | 8      | 3      |
| ДЖЕФ Юнайтед Ітіхара Тіба | 2006    | 25        | 5         | 1     | 0     | 10         | 0          | —          | —          | 36     | 5      |
| Падерборн 07              | 2006–07 | 12        | 2         | 0     | 0     | —          | —          | —          | —          | 12     | 2      |
| Падерборн 07              | 2007–08 | 17        | 0         | 1     | 0     | —          | —          | —          | —          | 18     | 0      |
| Падерборн 07              | Всього  | 29        | 2         | 1     | 0     | —          | —          | —          | —          | 30     | 2      |
| Загалом                   | Загалом | 392       | 105       | 36    | 15    | 18         | 2          | 2          | 0          | 448    | 122    |

## Досягнення
- Чемпіон СР Югославії: 1994/95
- Володар Кубка СР Югославії: 1994/95, 1995/96
- Переможець Другої Бундесліги: 2001/02
- Володар Кубка Джей-ліги: 2006